# Chalcosyrphus grisea
Chalcosyrphus grisea är en tvåvingeart som först beskrevs av Hull 1941.  Chalcosyrphus grisea ingår i släktet mulmblomflugor, och familjen blomflugor. Inga underarter finns listade i Catalogue of Life.